# Majestic Theatre
O Majestic Theatre é um teatro das artes de palco no centro da cidade Dallas. É o último remanescente da linha de teatro, centro de entretenimento histórico da cidade em Elm Street, e é uma propriedade de contribuição no distrito histórico Harwood. A estrutura é um marco de Dallas e é listado no Registro Nacional de Lugares Históricos.

## História

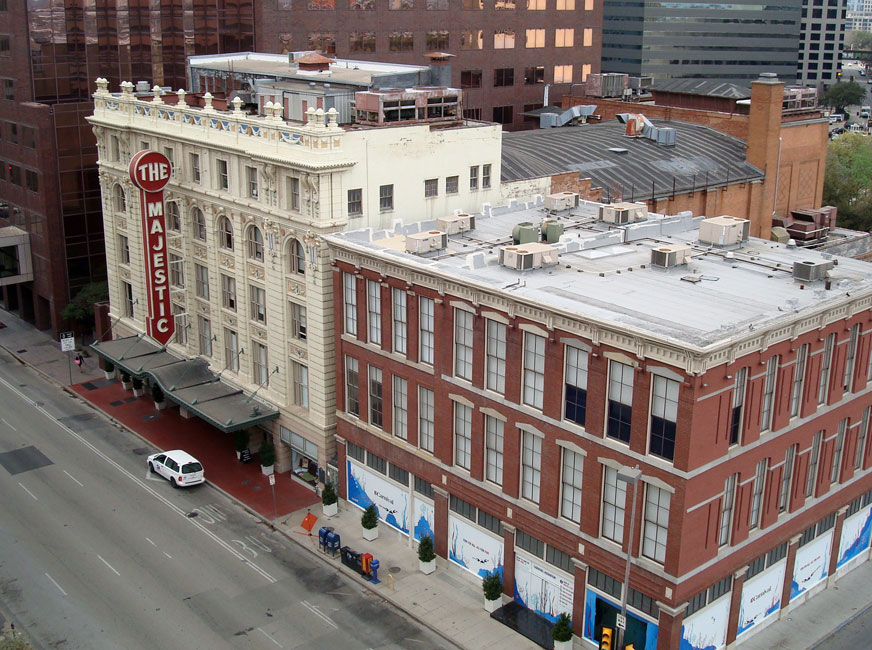
O Majestic Theatre em 2009

Desenhado por John Eberson sob a direção de Karl Hoblitzelle, o Majestic Theatre foi construído em 1920 como o teatro capitânia para a Interstate Amusement Company, uma cadeia de casas de vaudeville. A estrutura $ 2000000 Renaissance Revival inaugurado em 11 de abril de 1921 com uma capacidade de 2800 pessoas. Ele substituiu um teatro anterior de mesmo nome (localizado na Commerce Street e St. Paul Street) que queimou 12 de dezembro de 1917. As operações do Majestic foram transferidos para o Dallas Opera House, que foi rebatizado o Majestic Theater até que o novo Majestic foi concluído.
O interior foi originalmente dividido em teatro e espaço de escritórios, com 20.000 pés quadrados (1.900 m2) dos superiores quatro andares usados como a sede da Interstate Amusement Company. O lobby no interior e no auditório era de design barroco com detalhes decorativos que consiste em colunas coríntias, moldagem de ovo-e-dardo, cartelas, e guirlandas romanas e arabescos. O lobby continha um magnífico estilo italiano Vermont chão de mármore preto-e-branco e escadarias de mármore individuais. Outros recursos incluídos um elevador ornamentado gaiola servir as duas varandas, lustres de cristal, espelhos de bronze, samambaias, e uma fonte de mármore. Um posto de concessão foi adicionado ao lobby no final de 1940.
O auditório contou com um "céu" tecto de nuvens flutuantes e estrelas cintilantes controlados mecanicamente. Assentos foi fornecida no andar principal e em duas varandas em assentos de cana-de-tecidas. O palco estava ladeado por enormes colunas coríntias, com um fosso de orquestra na frente. Backstage consistiu de doze camarins, um loft para acomodar cenário, e um conjunto de controles de iluminação de madeira. A opus 3054 tamanho 2/8 Kilgen órgão de teatro também foi instalado.
O Majestic foi o maior de todos os teatros ao longo da Dallas Theatre Row que se estendiam por vários quarteirões ao longo Elm Street. O Melba, Tower, Palace, Rialto, Capitol, Telenews (cinejornais e curto assuntos exclusivamente), Fox (burlesque ao vivo), e Strand theatres foram todos demolidos no final de 1970; apenas o Majestic permanece até hoje.
O Majestic organizou uma variedade de atos de Houdini para Mae West e Bob Hope durante a era do vaudeville. Começando em 1922, os filmes foram adicionados às ofertas de vaudeville regulares. O teatro começou a hospedar estreias de cinema e estrelas associadas, como Jimmy Stewart, Gregory Peck, e John Wayne. Os Big Bands caracterizam Cab Calloway e Duke Ellington continuou a tradição de entretenimento ao vivo no Majestic. 
Em 1932, o Majestic começou a mostrar filmes exclusivamente. Era conhecida como a "casa do homem", com filmes de Humphrey Bogart, James Cagney e outros heróis machistas enquanto o vizinho Palácio era conhecida como a "casa dos laidies" que caracteriza filmes com ligações fêmeas. Em 16 de julho, 1973, o Teatro Majestic fechado após a exibição final do filme "Live and Let Die”.

## Renascimento
A Fundação Hobilitzelle virou o Majestic Theater até a cidade de Dallas em janeiro de 1976 e o teatro foi restaurado para uso como um centro de artes cenicas.
Depois de restaurar o exterior, o original do Corinthian colunas, balaustradas, urnas, e treliças do auditório foram reparadas e repintadas. 23K folha de ouro foi reaplicado aos extensos acentos decorativos interiores. Novos assentos foram instalados, e do número de lugares foi reduzido de 2.400 para 1.570, para permitir um fosso de orquestra alargada, a conversão do segundo balcão para abrigar som avançados e sistemas de iluminação, bem como a divisão do primeiro balcão na caixa de estar. O palco foi dado um piso resiliente adequado para apresentações de dança e espaço Backstage foi expandido.
Em 1977, o Teatro Majestic tornou-se o primeiro edifício Dallas para ser listado no Registro Nacional de Lugares Históricos. Ele recebeu um marcador Texas Comissão Histórica em 1983.
O teatro foi reaberto em 28 de janeiro de 1983. Hoje, o Majestic é regularmente utilizado para produções musicais, peças dramáticas, concursos nacionais, dança e concertos.

## Cultura pop
- Depois de fechar em 1973, o teatro foi usado como um local filme para Phantom of the Paradise, de Brian De Palma (1974).

## Ligações Externas
- Cinema Treasures
- City of Dallas Majestic Theatre
- Majestic Theatre
- Handbook of Texas Online